# إيفان رادهدريتش
إيفان رادهدريتش (Ivan Radeljić) (14 سبتمبر 1980 في إيموتسكي في كرواتيا – )؛ هو لاعب كرة قدم سابق كان يلعب كمدافع. يلعب مع منتخب البوسنة والهرسك لكرة القدم منذ عام 2007.

## وصلات خارجية
- إيفان رادهدريتش على موقع الاتحاد الدولي (مؤرشف)  (الإنجليزية)
- إيفان رادهدريتش على موقع اتحاد تركيا (لاعب) (الإنجليزية)
- إيفان رادهدريتش على موقع رابطة كرة القدم اليابانية للمحترفين (اليابانية)
- إيفان رادهدريتش على موقع قاعدة بيانات كرة القدم.إي يو (الإنجليزية)
- إيفان رادهدريتش على موقع ناشيونال فوتبول تيمز (الإنجليزية)
- إيفان رادهدريتش على موقع Soccerway.com (الإنجليزية)
- إيفان رادهدريتش على موقع عالم كرة القدم.نت (الإنجليزية)
- National Football Teams